# Sepedophilus bipustulatus
Sepedophilus bipustulatus är en skalbaggsart som först beskrevs av Johann Ludwig Christian Gravenhorst 1802.  Sepedophilus bipustulatus ingår i släktet Sepedophilus, och familjen kortvingar. Enligt den svenska rödlistan är arten nationellt utdöd i Sverige. . Arten har tidigare förekommit i Götaland men är numera lokalt utdöd. Artens livsmiljö är skogslandskap, jordbrukslandskap.